# Birkenfeld, Rheinland-Pfalz
Birkenfeld är en stad i Landkreis Birkenfeld i det tyska förbundslandet Rheinland-Pfalz. Birkenfeld har cirka 7 200 invånare. Staden ingår i kommunalförbundet Verbandsgemeinde Birkenfeld tillsammans med ytterligare 30 kommuner.
Staden och området Birkenfeld utskildes som ett självständigt område vid Pfalz-Zweibrückens uppdelning i flera linjer under 1500-talet och kom fram till 1733 att styras av den Birkenfeldska linjen av Huset Wittelsbach. Senare under 1700-talet tillhörde  Birkenfeld markgrevskapet Baden, 1801-1814 Frankrike och från 1817 i enlighet med Wienerkongressens beslut som en isolerad enklav av Storhertigdömet Oldenburg.